# Rue du Nouveau-Siècle
La rue du Nouveau-Siècle est une voie publique urbaine de la commune de Lille dans le département français du Nord.

## Situation et accès
Située dans le quartier de Lille-Centre, la rue est fermée aux véhicules motorisés sauf livraisons et riverains.
Elle est bordée par des maisons et immeubles de style classique lillois du début du XVIIIe siècle rénovés et valorisés à la fin du XXe siècle et de l’autre côté par le grand immeuble circulaire du Nouveau Siècle et les espaces piétonniers qui l’entourent.

## Origine du nom
La rue est ainsi nommée car elle a été ouverte en 1700.

## Historique

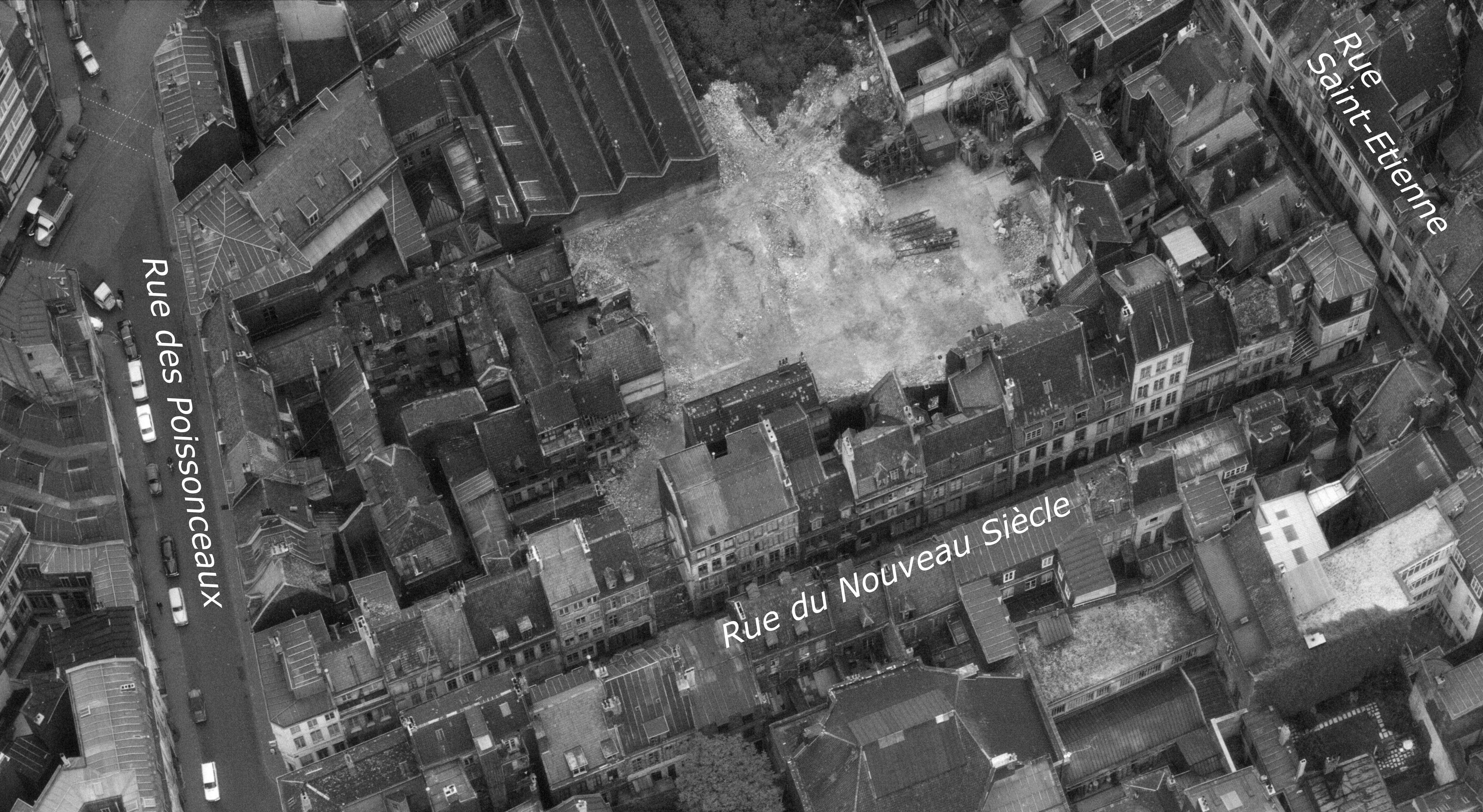
Vue de la rue du Nouveau Siècle en 1967, avant la démolition des maisons côté Nord

La rue est percée en 1700 à l’emplacement de la caserne des Albalétriers dont le domaine, le jardin des Albalétriers, terrain d'entrainement, s’étendait jusqu’à l’angle du canal de la Baignerie (actuelle rue Thiers) et du canal des Poissonceaux qui s’écoulait à l’emplacement de la rue de Pas et du milieu de l’îlot entre cette rue, la rue Esquermoise et la rue de la Chambre-des-Comptes.
La rue était bordée au Nord par l’îlot insalubre des Poissonceaux qui comprenait deux courées, la « cour à Soldats » et la « cour des trépassés ». Les maisons du côté Nord de la rue du Nouveau-Siècle disparaissent lors de la démolition de cet îlot, dans les années 1960, pour la construction projet du « Diplodocus », actuellement ensemble immobilier du Nouveau Siècle.